# Milaseen
Milaseen este o arie protejată (arie specială de conservare — SAC, sit de importanță comunitară — SCI) din Germania întinsă pe o suprafață de 117,11 ha, integral pe uscat.

## Localizare
Centrul sitului Milaseen este situat la coordonatele 52°09′06″N 13°56′53″E / 52.1517°N 13.9481°E.

## Înființare
Situl Milaseen a fost declarat sit de importanță comunitară în septembrie 2000 pentru a proteja 2 specii de animale. Situl a fost protejat și ca arie specială de conservare în septembrie 2003.

## Biodiversitate
Situată în ecoregiunea continentală, aria protejată conține 8 habitate naturale: Vegetație psamofilă uscată cu Calluna și Genista, Vegetație psamofilă uscată cu pășuni deschise de Corynephorus și Agrostis, Ape stătătoare oligotrofe până la mezotrofe, cu vegetație de Littorelletea uniflorae și/sau de Isoëto-Nanojuncetea, Lacuri și iazuri distrofice naturale, Mlaștini turboase de tranziție și turbării mișcătoare, Depresiuni pe substraturi de turbă de Rhynchosporion, Mlaștini calcaroase cu Cladium mariscus și specii de Caricion davallianae, Mlaștini împădurite.
La baza desemnării sitului se află mai multe specii protejate:
- mamifere (1): vidră de râu (Lutra lutra)
- nevertebrate (1): libelule (Leucorrhinia pectoralis)

Pe lângă speciile protejate, pe teritoriul sitului au mai fost identificate 16 specii de plante, 1 specie de amfibieni, 2 specii de nevertebrate, 1 specie de reptile.